# De Kopermolen
De Kopermolen is een watermolen die gebruikmaakt van het water van de Klaarbeek en gelegen is in de buurtschap Zuuk bij Epe. Verderop aan de beek ligt De Zuukermolen.

## Geschiedenis
Deze molen dateert vermoedelijk uit de 18e eeuw en was tot in de 19e eeuw bekend als de "Rosendaelse molen". De benaming van de molen is gerelateerd aan de eigenaren uit de 18e eeuw die toen het kasteel Rosendael bij Arnhem bezaten.
In 1706 werden de molen, grond, en het water voor de tijd van 30 jaar verpacht aan de papiermaker Wolbert Adriaens Hafkamp, die er een papiermakerij vestigde en er nog een papiermolen bijbouwde. Na vererving werd de molen in 1726 voor f 4100,- door de erfgenamen aan de pachter verkocht (binnen de pachtperiode).
In 1745 was er al begonnen met het inrichten van de papiermolens als kopermolen, waarvoor een grote en diepe wijer (molenvijver) gegraven werd. In het koperbedrijf van eigenaar Haack werden koperen platen vervaardigd. Deze werden gebruikt voor het beslaan van scheepsrompen en voor muntplaatjes waarvan duiten werden geslagen.
Op 17 april 1809 verkocht Haacks zoon Jan Baptist namens de andere familieleden de kopermolen aan Jacob Thoen (= 't Hoen) uit Amsterdam, die doorging met de koperproductie. In 1855 werd de koperproductie gestaakt en verkocht de familie 't Hoen de molen. Drie jaar later werd de molen gekocht door A. Heering die er opnieuw een papiermakerij in vestigde. In 1891 liet hij er graan malen. Sindsdien is de familie Heering eigenaar gebleven.
In 1975 werden het gebouw, het rad en de watergoot gerestaureerd.